# Cerapachys turneri
Cerapachys turneri är en myrart som beskrevs av Auguste-Henri Forel 1902. Cerapachys turneri ingår i släktet Cerapachys och familjen myror. Inga underarter finns listade i Catalogue of Life.